# Rosliston

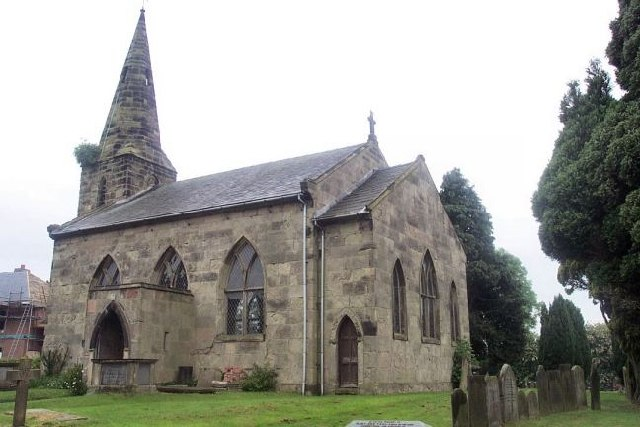
Église St. Mary's.

Rosliston est un petit village et une paroisse civile du Derbyshire du Sud en Angleterre. Il se trouve non loin des limites du Leicestershire et du Staffordshire. En 2011, sa population comptait 642 habitants.

## Géographie
Le village se trouve à deux miles au sud de Burton upon Trent, dans la National Forest, et à 173 kilomètres au nord de Londres.

## Histoire
Le manoir de Rosliston appartenait d'abord au comte Ælfgar, fils du comte Léofric et de Godiva. Il est cité dans le Domesday Book, comme le manoir de Redlauseton, nom dérivé de Rodlauseton qui signifie en vieil anglais la ferme de Hrolf (nom d'un Viking). Il a été pris par Guillaume le Conquérant avec une église et un moulin.
Rosliston a toujours été un village rural avec 360 habitants en 1831, et une population qui s'élève à 543 habitants en 1991.
L'école ouvre en 1846 avec 44 élèves.

## Patrimoine
L'église anglicane St. Mary's date de 1819, bâtie sur les fondations d'une église du XIVe siècle. Elle dépend du diocèse anglican de Derby et d'un regroupement d'églises de village formant une seule paroisse rurale. Elle est inscrite au patrimoine protégé.

## Environnement
Rosliston fait partie de la National Forest ; une réserve, du nom de Rosliston Forestry Centre, avec des chemins de randonnée balisés, se trouve sur son territoire.